# Esqui alpino nos Jogos Olímpicos de Inverno de 2014 - Slalom masculino
O slalom masculino nos Jogos Olímpicos de Inverno de 2014 foi disputado no Centro Alpino Rosa Khutor, na Clareira Vermelha, em Sóchi no dia 22 de fevereiro de 2014.

## Medalhistas
| Ouro   | AUT Mario Matt           |
| Prata  | AUT Marcel Hirscher      |
| Bronze | NOR Henrik Kristoffersen |

## Resultados
| Pos.              | Bib | Atleta                             | 1ª descida | Pos. | 2ª descida | Pos. | Total   | Diferença |
| ----------------- | --- | ---------------------------------- | ---------- | ---- | ---------- | ---- | ------- | --------- |
| Medalha de ouro   | 3   | AUT Mario Matt                     | 46.70      | 1    | 55.14      | 6    | 1:41.84 | —         |
| Medalha de prata  | 4   | AUT Marcel Hirscher                | 47.98      | 9    | 54.14      | 2    | 1:42.12 | +0.28     |
| Medalha de bronze | 5   | NOR Henrik Kristoffersen           | 48.49      | 15   | 54.18      | 3    | 1:42.67 | +0.83     |
| 4                 | 17  | ITA Stefano Gross                  | 47.45      | 3=   | 55.27      | 7    | 1:42.72 | +0.88     |
| 4                 | 9   | GER Fritz Dopfer                   | 48.46      | 14   | 54.26      | 4    | 1:42.72 | +0.88     |
| 6                 | 30  | SVK Adam Žampa                     | 49.34      | 26   | 53.94      | 1    | 1:43.28 | +1.44     |
| 7                 | 14  | SWE Markus Larsson                 | 48.04      | 10   | 55.56      | 13   | 1:43.60 | +1.76     |
| 7                 | 2   | SWE Mattias Hargin                 | 47.45      | 3    | 56.15      | 16   | 1:43.60 | +1.76     |
| 9                 | 27  | NOR Sebastian Foss Solevåg         | 49.08      | 25   | 55.03      | 5    | 1:44.11 | +2.27     |
| 9                 | 8   | CRO Ivica Kostelić                 | 48.75      | 21   | 55.36      | 8    | 1:44.11 | +2.27     |
| 11                | 25  | SLO Mitja Valenčič                 | 48.32      | 11   | 55.82      | 15   | 1:44.14 | +2.30     |
| 12                | 28  | NOR Leif Kristian Haugen           | 48.83      | 23   | 55.38      | 9    | 1:44.21 | +2.37     |
| 13                | 31  | USA Nolan Kasper                   | 48.70      | 18   | 55.52      | 10=  | 1:44.22 | +2.38     |
| 14                | 24  | RUS Aleksandr Khoroshilov          | 48.71      | 19   | 55.52      | 10=  | 1:44.23 | +2.39     |
| 15                | 34  | FRA Julien Lizeroux                | 48.69      | 17   | 55.63      | 14   | 1:44.32 | +2.48     |
| 16                | 26  | CAN Michael Janyk                  | 48.82      | 22   | 55.54      | 12   | 1:44.36 | +2.52     |
| 17                | 35  | GBR David Ryding                   | 49.40      | 27   | 56.51      | 17   | 1:45.91 | +4.07     |
| 18                | 39  | CRO Dalibor Šamšal                 | 50.71      | 36   | 58.28      | 18   | 1:48.99 | +7.15     |
| 19                | 37  | SUI Ramon Zenhaeusern              | 51.01      | 39   | 58.39      | 19   | 1:49.40 | +7.56     |
| 20                | 38  | CAN Philip Brown                   | 49.97      | 34   | 59.68      | 20   | 1:49.65 | +7.81     |
| 21                | 69  | ROU Alexandru Barbu                | 52.82      | 44   | 59.84      | 21   | 1:52.66 | +10.82    |
| 22                | 68  | GEO Iason Abramashvili             | 52.59      | 43   | 1:00.78    | 23   | 1:53.37 | +11.53    |
| 23                | 52  | POL Michal Jasiczek                | 52.88      | 45   | 1:00.60    | 22   | 1:53.48 | +11.64    |
| 24                | 71  | LIE Marco Pfiffner                 | 53.46      | 47   | 1:02.02    | 26   | 1:55.48 | +13.64    |
| 25                | 63  | NZL Adam Barwood                   | 54.21      | 50   | 1:01.97    | 25   | 1:56.18 | +14.34    |
| 26                | 75  | EST Warren Cummings Smith          | 55.08      | 54   | 1:02.20    | 27   | 1:57.28 | +15.44    |
| 27                | 90  | LAT Mārtiņš Onskulis               | 56.16      | 61   | 1:01.44    | 24   | 1:57.60 | +15.76    |
| 28                | 51  | CRO Matej Vidović                  | 51.74      | 42   | 1:06.07    | 33   | 1:57.81 | +15.97    |
| 29                | 84  | MKD Antonio Ristevski              | 55.38      | 56   | 1:03.06    | 28   | 1:58.44 | +16.60    |
| 30                | 78  | IRI Mohammad Kiadarbandsari        | 55.09      | 55   | 1:03.78    | 29   | 1:58.87 | +17.03    |
| 31                | 83  | IRI Hossein Saveh-Shemshaki        | 55.46      | 57   | 1:03.90    | 30   | 1:59.36 | +17.52    |
| 32                | 80  | ESP Alex Puente Tasias             | 53.73      | 48   | 1:05.72    | 32   | 1:59.45 | +17.61    |
| 33                | 53  | RUS Pavel Trikhichev               | 51.63      | 41   | 1:08.16    | 38   | 1:59.79 | +17.95    |
| 34                | 91  | ARM Arman Serebrakian              | 55.90      | 60   | 1:04.67    | 31   | 2:00.57 | +18.73    |
| 35                | 95  | GRE Kostas Sykaras                 | 57.83      | 64   | 1:06.25    | 34   | 2:04.08 | +22.24    |
| 36                | 72  | ISL Brynjar Guðmundsson            | 56.85      | 62   | 1:07.72    | 37   | 2:04.57 | +22.73    |
| 37                | 100 | GRE Massimiliano Valcareggi        | 58.97      | 68   | 1:06.75    | 35   | 2:05.72 | +23.88    |
| 38                | 106 | MNE Tarik Hadžić                   | 1:00.95    | 71   | 1:06.99    | 36   | 2:07.94 | +26.10    |
| 39                | 108 | UZB Artem Voronov                  | 1:00.42    | 70   | 1:10.54    | 40   | 2:10.96 | +29.12    |
| 40                | 107 | IRL Conor Lyne                     | 1:03.58    | 74   | 1:09.71    | 39   | 2:13.29 | +31.45    |
| 41                | 110 | KGZ Evgeniy Timofeev               | 1:02.47    | 73   | 1:12.96    | 41   | 2:15.43 | +33.59    |
| 42                | 111 | LIB Alexandre Mohbat               | 1:03.77    | 75   | 1:18.02    | 42   | 2:21.79 | +39.95    |
| 43                | 117 | TLS Yohan Goutt Gonçalves          | 1:09.01    | 77   | 1:21.88    | 43   | 2:30.89 | +49.05    |
|                   | 46  | CRO Natko Zrnčić-Dim               | 50.64      | 35   | DNF        | —    | —       | —         |
|                   | 41  | GER Stefan Luitz                   | 50.79      | 37   | DNF        | —    | —       | —         |
|                   | 47  | CZE Filip Trejbal                  | 50.80      | 38   | DNF        | —    | —       | —         |
|                   | 59  | BUL Nikola Chongarov               | 51.12      | 40   | DNF        | —    | —       | —         |
|                   | 67  | ARG Sebastiano Gastaldi            | 53.24      | 46   | DNF        | —    | —       | —         |
|                   | 58  | ISL Einar Kristgeirsson            | 54.04      | 49   | DNF        | —    | —       | —         |
|                   | 87  | MAR Adam Lamhamedi                 | 54.47      | 51   | DNF        | —    | —       | —         |
|                   | 73  | BIH Igor Laikert                   | 54.68      | 52   | DNF        | —    | —       | —         |
|                   | 74  | POL Mateusz Garniewicz             | 54.93      | 53   | DNF        | —    | —       | —         |
|                   | 94  | HUN Norbert Farkas                 | 55.68      | 58   | DNF        | —    | —       | —         |
|                   | 77  | MON Olivier Jenot                  | 55.89      | 59   | DNF        | —    | —       | —         |
|                   | 93  | CHI Eugenio Claro                  | 57.08      | 63   | DNF        | —    | —       | —         |
|                   | 109 | PER Manfred Oettl Reyes            | 58.36      | 65   | DNF        | —    | —       | —         |
|                   | 92  | AUS Dominic Demschar               | 58.52      | 66   | DNF        | —    | —       | —         |
|                   | 82  | SVK Andreas Žampa                  | 58.65      | 67   | DNF        | —    | —       | —         |
|                   | 114 | CAY Dow Travers                    | 1:07.03    | 76   | DNF        | —    | —       | —         |
|                   | 44  | SUI Justin Murisier                | 49.92      | 33   | DNF        | —    | —       | —         |
|                   | 40  | CZE Kryštof Krýzl                  | 49.63      | 32   | DNF        | —    | —       | —         |
|                   | 36  | FIN Santeri Paloniemi              | 49.57      | 31   | DNF        | —    | —       | —         |
|                   | 1   | SWE André Myhrer                   | 47.15      | 2    | DNF        | —    | —       | —         |
|                   | 12  | FRA Jean-Baptiste Grange           | 47.47      | 5    | DNF        | —    | —       | —         |
|                   | 16  | USA Ted Ligety                     | 47.56      | 6    | DNF        | —    | —       | —         |
|                   | 7   | GER Felix Neureuther               | 47.57      | 7    | DNF        | —    | —       | —         |
|                   | 10  | FRA Alexis Pinturault              | 47.78      | 8    | DNF        | —    | —       | —         |
|                   | 15  | ITA Manfred Mölgg                  | 48.38      | 12   | DNF        | —    | —       | —         |
|                   | 22  | ITA Giuliano Razzoli               | 48.50      | 16   | DNF        | —    | —       | —         |
|                   | 19  | JPN Naoki Yuasa                    | 48.74      | 20   | DNF        | —    | —       | —         |
|                   | 32  | JPN Akira Sasaki                   | 49.54      | 28   | DNF        | —    | —       | —         |
|                   | 42  | CAN Trevor Philp                   | 49.55      | 29   | DNF        | —    | —       | —         |
|                   | 29  | SUI Daniel Yule                    | 48.38      | 12   | DSQ        | —    | —       | —         |
|                   | 23  | SWE Axel Bäck                      | 49.02      | 24   | DSQ        | —    | —       | —         |
|                   | 33  | CAN Brad Spence                    | 49.55      | 29   | DSQ        | —    | —       | —         |
|                   | 97  | BRA Jhonatan Longhi                | 59.24      | 69   | DSQ        | —    | —       | —         |
|                   | 102 | UKR Dmytro Mytsak                  | 1:01.57    | 72   | DSQ        | —    | —       | —         |
|                   | 6   | ITA Patrick Thaler                 | DNF        | —    | —          | —    | —       | —         |
|                   | 11  | AUT Reinfried Herbst               | DNF        | —    | —          | —    | —       | —         |
|                   | 13  | AUT Benjamin Raich                 | DNF        | —    | —          | —    | —       | —         |
|                   | 18  | FRA Steve Missillier               | DNF        | —    | —          | —    | —       | —         |
|                   | 20  | USA David Chodounsky               | DNF        | —    | —          | —    | —       | —         |
|                   | 21  | SUI Luca Aerni                     | DNF        | —    | —          | —    | —       | —         |
|                   | 43  | KOR Jung Dong-Hyun                 | DNF        | —    | —          | —    | —       | —         |
|                   | 45  | RUS Sergei Maitakov                | DNF        | —    | —          | —    | —       | —         |
|                   | 49  | LAT Kristaps Zvejnieks             | DNF        | —    | —          | —    | —       | —         |
|                   | 50  | BUL Stefan Prisadov                | DNF        | —    | —          | —    | —       | —         |
|                   | 54  | BUL Georgi Georgiev                | DNF        | —    | —          | —    | —       | —         |
|                   | 55  | SLO Žan Kranjec                    | DNF        | —    | —          | —    | —       | —         |
|                   | 56  | RUS Stepan Zuev                    | DNF        | —    | —          | —    | —       | —         |
|                   | 57  | ARG Cristian Javier Simari Birkner | DNF        | —    | —          | —    | —       | —         |
|                   | 60  | KOR Kyung Sung Hyun                | DNF        | —    | —          | —    | —       | —         |
|                   | 61  | SVK Matej Falat                    | DNF        | —    | —          | —    | —       | —         |
|                   | 62  | AUS Ross Peraudo                   | DNF        | —    | —          | —    | —       | —         |
|                   | 64  | ESP Pol Carreras                   | DNF        | —    | —          | —    | —       | —         |
|                   | 65  | AZE Patrick Brachner               | DNF        | —    | —          | —    | —       | —         |
|                   | 66  | SLO Klemen Kosi                    | DNF        | —    | —          | —    | —       | —         |
|                   | 70  | POL Maciej Bydlinski               | DNF        | —    | —          | —    | —       | —         |
|                   | 76  | KOR Park Je-Yun                    | DNF        | —    | —          | —    | —       | —         |
|                   | 79  | TUR Emre Şimşek                    | DNF        | —    | —          | —    | —       | —         |
|                   | 81  | CZE Martin Vráblík                 | DNF        | —    | —          | —    | —       | —         |
|                   | 85  | ARG Jorge Birkner Ketelhohn        | DNF        | —    | —          | —    | —       | —         |
|                   | 86  | GEO Alex Beniaidze                 | DNF        | —    | —          | —    | —       | —         |
|                   | 88  | SRB Marko Vukićević                | DNF        | —    | —          | —    | —       | —         |
|                   | 89  | BIH Marko Rudić                    | DNF        | —    | —          | —    | —       | —         |
|                   | 96  | POR Arthur Hanse                   | DNF        | —    | —          | —    | —       | —         |
|                   | 98  | LAT Roberts Rode                   | DNF        | —    | —          | —    | —       | —         |
|                   | 101 | BLR Yuri Danilochkin               | DNF        | —    | —          | —    | —       | —         |
|                   | 103 | CHN Zhang Yuxin                    | DNF        | —    | —          | —    | —       | —         |
|                   | 104 | LTU Rokas Zaveckas                 | DNF        | —    | —          | —    | —       | —         |
|                   | 105 | CYP Constantinos Papamichael       | DNF        | —    | —          | —    | —       | —         |
|                   | 112 | ZIM Luke Steyn                     | DNF        | —    | —          | —    | —       | —         |
|                   | 113 | MEX Hubertus Von Hohenlohe         | DNF        | —    | —          | —    | —       | —         |
|                   | 115 | TJK Alisher Qudratov               | DNF        | —    | —          | —    | —       | —         |
|                   | 116 | THA Kanes Sucharitakul             | DNF        | —    | —          | —    | —       | —         |
|                   | 48  | CZE Ondřej Bank                    | DNS        | —    | —          | —    | —       | —         |
|                   | 99  | ALB Erjon Tola                     | DNS        | —    | —          | —    | —       | —         |

Legenda
| Recorde mundial      | Recorde mundial (World record)               |                       | Recorde africano                      | Recorde africano (African) |                                           | Q | Classificado por posição (Qualified) |
| Recorde olímpico     | Recorde olímpico (Olympic record)            | Recorde da América    | Recorde da América (Americas)         | q                          | Classificado por melhor tempo (Qualified) |   |                                      |
| Melhor marca do ano  | Melhor marca do ano (World leading)          | Recorde asiático      | Recorde asiático (Asian)              | DNS                        | Não largou (Did not start)                |   |                                      |
| Recorde nacional     | Recorde nacional (National record)           | Recorde europeu       | Recorde europeu (European)            | DNF                        | Não terminou (Did not finish)             |   |                                      |
| Recorde pessoal      | Recorde pessoal do atleta (Personal best)    | Recorde da Oceania    | Recorde da Oceania (Oceania)          | DSQ / DQ                   | Desclassificado (Disqualified)            |   |                                      |
| Recorde da temporada | Recorde da temporada do atleta (Season best) | Recorde sul-americano | Recorde sul-americano (South America) | NM                         | Sem marca (No mark)                       |   |                                      |